# Vakhtang V av Kartli
Vakhtang V av Kartli, död 1675, var en georgisk monark. Han var kung i kungariket Kartli mellan 1658 och 1675.